# Egeskov
Egeskov is een plaats in de Deense regio Zuid-Denemarken, gemeente Fredericia, en telt 665 inwoners (2007).